# Henry Bathurst (évêque)
Pour les articles homonymes, voir Henry Bathurst et Bathurst.
Henry Bathurst (16 octobre 1744 - 5 avril 1837) est un homme d'église anglais, évêque de Norwich et Whig éminent.

## Biographie
Il est le septième fils de Benjamin Bathurst, frère cadet d'Allen Bathurst, 1er comte Bathurst, né à Brackley, Northamptonshire, le 16 octobre 1744. Il fait ses études au Winchester College et au New College d'Oxford. Il devient recteur de Witchingham à Norfolk et en 1775 est fait chanoine de Christ Church, Oxford puis en 1795, prébendaire de la Cathédrale de Durham.
En 1805, lors de la translation de Charles Manners-Sutton à Cantorbéry, il est consacré évêque de Norwich. Bathurst meurt à Londres le 5 avril 1837 et est inhumé à Great Malvern. Pendant de nombreuses années, il est considéré comme le seul évêque « libéral » de la Chambre des Lords, et il soutient l'émancipation catholique. Bathurst critique en privé le sang versé par les Britanniques pour combattre Napoléon et, en 1815, lui et son fils (qui venait de nommer son archidiacre à Norwich) attaquent la restauration de la dynastie des Bourbon en France. Comme son ami de Norfolk Thomas W Coke ("Coke de Holkham"), il admire Napoléon en tant que souverain éclairé et regrette son exil. En 1835, alors qu'il a plus de quatre-vingt-dix ans, il se rend à la Chambre pour voter en faveur du gouvernement de Lord Melbourne.
Bien que souvent considéré comme un évêque diocésain plutôt inefficace et comme ayant eu une norme d'ordination laxiste, ordonnant des hommes rejetés par d'autres évêques, des travaux récents suggèrent qu'il avait des opinions fermes sur ce qui rendait un homme apte à l'ordination et préférait traiter au cas par cas, au lieu d'appliquer des critères d'admission généraux qui excluent parfois des candidats méritants et prometteurs .

## Famille
Il épouse Grace, fille de Charles Coote, doyen de Kilfenora, et frère d'Eyre Coote. Ils ont huit fils et trois filles . Son fils aîné, Henry Bathurst, est membre du New College d'Oxford, devient chancelier de l'église de Norwich en 1805 ; occupe les presbytères d'Oby (1806), North Creake (1809) et Hollesley (1828); et est nommé archidiacre de Norwich en 1814. Il écrit les Mémoires de feu Dr Henry Bathurst, Lord Bishop of Norwich, 1837 ; il publie en 1842 un supplément, avec des lettres supplémentaires de son père, intitulé Une offrande de Pâques pour les Whigs . . . étant un supplément aux mémoires du défunt évêque de Norwich, 1842, dans lequel il concentre la critique sur l'injustice du parti Whig en refusant de promouvoir son père à un siège plus riche. L'archidiacre Bathurst est décédé le 10 septembre 1844.
Son deuxième fils, le lieutenant-général Sir James Bathurst (en), est un commandant militaire. Le troisième fils de l'évêque, Benjamin Bathurst, disparait en 1809 en Allemagne et aurait été assassiné ; sa fille aînée, Tryphena Bathurst Thistlethwayte, a réécrit les mémoires de son père à partir des papiers de son frère aîné . Sa plus jeune fille Caroline de Crespigny (en) (1797-1861) est une poète et pendant de nombreuses années une proche confidente du cousin et biographe de Shelley Thomas Medwin .